# Transformer - The Headmasters
Transformer - The Headmasters (トランスフォーマー ザ★ヘッドマスターズ?, Toransufōmā za Heddomasutāzu), nota in Italia anche come New Transformers, è una serie animata giapponese che è andata in onda dal 3 luglio 1987 al 28 marzo 1988 composta da 35 episodi televisivi, a cui se ne aggiunsero tre usciti direttamente per il mercato home video che riassumevano la serie precedente e di questa. Ignorando gli eventi della quarta stagione statunitense composta da 3 episodi, questa serie si colloca dopo la fine della terza stagione e introduce nuovi personaggi, gli Headmasters. 
Gli Headmasters sono robot dalle dimensioni di un essere umano (anche loro abitanti di Cybertron, fuggiti milioni di anni prima durante la guerra civile) che guidano dall'interno i propri veicoli (questi ultimi non sono senzienti e vengono chiamati Transtector). Il concetto di Headmasters è stato completamente reinventato per la serie, scartando l'idea statunitense dei Nebulani, e stabilendo che gli Headmasters non sono Transformers che si legano con esseri organici ma sono Transformers che controllano corpi di grandi dimensioni senza vita detti appunto "Transtectors". La serie è ambientata nel 2011.

## Trama
Nel 2011, senza l'energia della Matrice per regolarlo, il supercomputer Vector Sigma comincia a destabilizzarsi, aprendo il pianeta fino a un'invasione da parte dei Decepticon e dei loro guerrieri Headmasters. Anche se gli Headmasters Autobot, guidati da Fortress Maximus, vengono per aiutare le sorti della battaglia, la vittoria non è loro, svantaggiati anche nel non avere il potere della Matrice. 
Nel corso del conflitto, Optimus Prime muore ancora una volta, e Hot Rod torna ad essere Rodimus Prime, lui ora è il nuovo leader degli Autobot su Cybertron, mentre su Athenia, dove hanno un secondo posto di comando, il rappresentante del potere è Ultra Magnus, che porta la sua squadra sulla Terra ad Autobot City. I Decepticon invece sono appostati nella loro vecchia base sul pianeta Chaar, mentre sulla Terra si trova Sixshot. Operando all'ombra di Galvatron, il leader degli Headmaster Decepticon, Scorponok, sta progettando la sua vendetta contro Fortress. Quando Vector Sigma produce una nuova lega, il Cybertonuron, Scorponok, progetta la distruzione di Cybertron cercando di salvare la lega, attento che non finisca nelle mani degli Autobot o di Galvatron. 
Quando Cybertron viene distrutto, si pensa che Galvatron sia morto, mentre Rodimus Prime parte per un viaggio alla ricerca di un nuovo pianeta per i Transformers. Scorponok inizia subito un piano per sfruttare la potenza dell'energia al plasma, distruggendo Marte per la ricerca del suo piano malvagio. Tuttavia, si scopre che Galvatron è sopravvissuto e torna a prendere il controllo dei Decepticon, conducendoli in una serie di raid interplanetari allo scopo di raccogliere a sufficienza dell'Energon per varare il suo piano. 
In battaglia in Alaska, però alcuni Headmaster Autobot fanno crollare pezzi di ghiaccio su Galvatron uccidendolo, ma permettendo a Scorponok di assumere la leadership ancora una volta. I Decepticon ritirati dal pianeta Master, portano diversi rifugiati per fuggire dalla Terra, quando un'esplosione di energia al plasma fonde i profughi con un gruppo di Autobot e Decepticon insieme, creando i Targetmasters. 
Quando Scorponok ha terminato la sua nuova arma, indebolisce Fortress, in modo che non sia più un problema per lui. In una battaglia finale al Polo Sud, Fortress Maximus è super carico grazie all'energia combinata dell'intero esercito Autobot, ed è finalmente in grado di sconfiggere Scorponok e distruggere i suoi piani.

## Personaggi

### Nuovi Autobot
| Autorobot (Nome Italiano)    | Autobot (Nome Americano) | Cybertron (Nome Giapponese) | Trasformazione                           | Note |
| Master Sodo/Fortress Maximus | Fortress Maximus         | Fortress Maximus            | Astronave/Base da battaglia              | Fortress può utilizzare questo Transtector in forma robotica solo grazie alla sua spada e con un'adeguata concentrazione compie la Maximus Transform |
| Duobot                       | Chromedome               | Chromedome                  | Automobile Cybertroniana                 | Membro dei Leaderbot - Nella serie Rebirth il suo "pilota" compagno è Stylor                                                                         |
| Goblin                       | Brainstorm               | Brainstorm                  | Jet Cybertroniano                        | Membro dei Leaderbot - Nella serie Rebirth il suo "pilota" compagno è Arcana                                                                         |
| Cruiserbot                   | Highbrow                 | Highbrow                    | Elicottero Cybertroniano                 | Membro dei Leaderbot - Nella serie Rebirth il suo "pilota" compagno è Gort                                                                           |
| Fortress                     | Cerebros                 | Fortress                    | Testa di Fortress Maximus                | Capo dei Leaderbot - Nella serie Rebirth il suo "pilota" compagno è Spike Witwicky                                                                   |
| Blindobot                    | Hardhead                 | Hardhead                    | Carro armato Cybertroniano               | Membro dei Leaderbot - Nella serie Rebirth il suo "pilota" compagno è Duros                                                                          |
| Digital                      | Blaster                  | Twincast                    | Radio-Registratore stereo portatile      | Radiorobot viene ricostruito dopo lo scontro mortale con Memor e assume una nuova livrea blu. Nel doppiaggio inglese mantiene il nome Blaster.       |
| Mach                         | Shouki                   | Shouki                      | Treno "proiettile" serie 0 Shinkainsen   | Capo dei Trainbot e busto superiore di Raiden |
| Kaen                         | Kaen                     | Blaze                       | Locomotiva JNR Class DE10                | Membro dei Trainbot e busto inferiore di Raiden |
| Getsuei                      | Getsuei                  | Moonlight                   | Locomotiva elettrica EF 65               | Membro dei Trainbot e gamba sinistra di Raiden |
| Yukikaze                     | Yukikaze                 | Blizzard                    | Treno "proiettile" serie 200 Shinkainsen | Membro dei Trainbot e gamba destra di Raiden |
| Suiken                       | Suiken                   | Hydrosphere                 | Locomotiva 153 Espresso                  | Membro dei Trainbot e braccio sinistro di Raiden |
| Seizan                       | Seizan                   | Seizan                      | Locomotiva 485-1000                      | Membro dei Trainbot e braccio destro di Raiden |
| Raiden                       | Raiden                   | Raiden                      |                                          | Unione dei sei Trainbot |
| Drekbot                      | Doublecross              | Doublecross                 | Drago a due teste                        | Membro dei tre Monsterbot |
| Tigerbot                     | Grotusque                | Grotess                     | Tigre dai denti a sciabola alata         | Membro dei tre Monsterbot |
| Repugnus                     | Repugnus                 | Repug                       | Insetto mutante robotico                 | Membro dei tre Monsterbot |
| Sibilo                       | Pointblank               | Blanker                     | Auto-razzo Cybertroniana                 | Il suo compagno Targetmaster è Peacemaker |
| Dragster                     | Sureshot                 | Sureshot                    | Dune Buggy Cybertroniana                 | Il suo compagno Targetmaster è Spoilsport |
| Cross                        | Crosshairs               | Crosshairs                  | All-terrain vehicle Cybertroniano        | Il suo compagno Targetmaster è Pinpointer |

### Nuovi Decepticon
| Distructor (Nome Italiano) | Decepticon (Nome Americano) | Destrons (Nome Giapponese) | Trasformazione                                                                          | Note |
| Skorpion                   | Scorponok                   | MegaZarak                  | Scorpione meccanico, Base da battaglia                                                  | Capo dei Leaderbot Decepticon - Nella serie Rebirth il suo "pilota" compagno è Zarak - Appare nel film live action come Scorpione meccanico senziente. Sia nella serie animata americana Rebirth che nella serie animata giapponese The Headmaster, Skorpion è il transector di Lord Zarak. |
| Spaccaossa                 | Skullcruncher               | Skull                      | Coccodrillo meccanico                                                                   | Membro dei Leaderbot - Nella serie Rebirth il suo "pilota" compagno è Grax |
| Pipistrello                | Mindwipe                    | Wipe                       | Pipistrello meccanico                                                                   | Membro dei Leaderbot - Nella serie Rebirth il suo "pilota" compagno è Vorath |
| Vizar                      | New Soundwave               | Soundblaster               | Radio-Registratore stereo portatile                                                     | Memor riceve un nuovo corpo robotico dopo lo scontro mortale con Radiorobot, con la ricostruzione è stato colorato di nero. Nel doppiaggio inglese viene ribattezzato New Soundwave. |
| Lupo                       | Weirdwolf                   | Weirdwolf                  | Lupo meccanico                                                                          | Membro dei Leaderbot - Nella serie Rebirth il suo "pilota" compagno è Monzo |
| Lord Zarak                 | Lord Zarak                  | Lord Zarak                 | Testa di Scorponok                                                                      | Headmaster di Skorpion |
| Battletrap                 | Battletrap                  | Battletrap                 | Elicottero AH-64 Apache - SUV Cybertroniano                                             | È uno dei due Duocons - Il suo corpo è formato da due veicoli separati, un elicottero ed un suv cybertroniano |
| Flywheels                  | Flywheels                   | Flywheels                  | Cacciabombardiere F-4 Phantom II - Artiglieria semovente cybertroniana                  | È uno dei due Duocons - Il suo corpo è formato da due veicoli separati |
| Proteus                    | Slugslinger                 | Slugslinger                | Jet Cybertroniana a doppio muso                                                         | Il suo compagno Targetmaster è Caliburst |
| Alecto                     | Misfire                     | Misfire                    | Astronave Cybertroniana                                                                 | Il suo compagno Targetmaster è Aimless |
| Efestus                    | Triggerhappy                | Triggerhappy               | Cacciabombardiere Cybertroniano                                                         | Il suo compagno Targetmaster è Blowpipe |
| Iperbot                    | Sixshot                     | Sixshot                    | Jet Cybertroniano/Auto Cybertroniana/Pistola laser/Lupo alato/Carroarmato Cybertroniano | Capace di ben sei trasformazioni |

## Edizione italiana
In Italia la serie fu trasmessa in prima TV sul circuito Odeon TV dal 27 marzo 1989 con il titolo New Transformers, e replicata per alcuni anni dalla stessa emittente. Non furono proposti i tre episodi riassuntivi realizzati per il mercato home video.

## Episodi
| Nº | Titolo italiano Giapponese 「Kanji」 - Rōmaji                                                                                                 | In onda           | In onda |
| Nº | Titolo italiano Giapponese 「Kanji」 - Rōmaji                                                                                                 | Giapponese        |         |
| 1  | I quattro guerrieri dello spazio 「空から来た四人の戦士」 - Sora Kara Kita Shiri no Senshi                                                    | 3 luglio 1987     |         |
| 2  | La storia del pianeta Master 「マスター星の謎」 - Masutā Boshi no Nazo                                                                        | 10 luglio 1987    |         |
| 3  | La nascita di Commander Captain 「夢のダブルコンボイ誕生」 - Yume no Daburu Konboi Tanjō                                                      | 17 luglio 1987    |         |
| 4  | La missione dei Cassette-Bots 「カセット大作戦」 - Kasetto Dai Sakusen                                                                        | 24 luglio 1987    |         |
| 5  | Il pianeta delle belve 「ビースト星の反乱」 - Bīsuto Boshi no Hanran                                                                          | 31 luglio 1987    |         |
| 6  | Il coraggio di Daniel 「悪魔の隕石接近」 - Akuma no Inseki Sekkin                                                                             | 7 agosto 1987     |         |
| 7  | I Leaderbot in pericolo 「四百万年・謎のベール」 - Shi-hyaku-man-nen Nazo no Bēru                                                             | 28 agosto 1987    |         |
| 8  | Paura! Le sei ombre del mostro 「恐怖！六つの影」 - Kyōfu! Muttsu no Kage                                                                     | 4 settembre 1987  |         |
| 9  | Cybertron è in pericolo! (prima parte) 「セイバートロン星危機一髪 （前編）」 - Seibātoron Boshi Kiki Ippatsu (Zenpen)                         | 4 settembre 1987  |         |
| 10 | Cybertron è in pericolo! (seconda parte) 「セイバートロン星危機一髪 （後編）」 - Seibātoron Boshi kiki Ippatsu (Kōhen)                        | 11 settembre 1987 |         |
| 11 | Skorpion, il signore delle ombre 「影の大帝スコルポノック」 - Kage no Taitei Sukoruponokku                                                    | 18 settembre 1987 |         |
| 12 | La misteriosa esplosione del vulcano spento 「謎の休火山大噴火」 - Nazo no Kyūkazan Dai Funka                                                 | 25 settembre 1987 |         |
| 13 | La potenza segreta di Fortress Maximus 「ヘッドオン！！フォートレスマキシマス」 - Hedd-ōn!! Fōtoresu Makishimasu                              | 2 ottobre 1987    |         |
| 14 | La distruzione di Marte - Fortress è in pericolo 「火星爆破！！危うしマキシマス」 - Kasei Bakuha!! Ayaushi Makishimasu                        | 9 ottobre 1987    |         |
| 15 | La distruzione di Marte - Appare Lord Zarak 「火星爆破！！出現メガザラック」 - Kasei Bakuha!! Shutsugen MegaZarakku                           | 16 ottobre 1987   |         |
| 16 | L'immortale imperatore è tornato 「帰って来た不死身の帝王」 - Kaette Kita Fujimi no Teiō                                                      | 20 ottobre 1987   |         |
| 17 | S.O.S. dal pianeta Sandra 「惑星サンドラＳＯＳ」 - Wakusei Sandora Esu Ō Esu                                                                  | 27 ottobre 1987   |         |
| 18 | Un patto per salvare lo spazio 「ダニエル史上最大のピンチ！！」 - Danieru Shijō Saidai no Pinchi!!                                            | 4 dicembre 1987   |         |
| 19 | Il pianeta alveare 「蜂の巣惑星を死守せよ！！」 - Hachinosu Wakusei wo Shishu se yo!!                                                         | 11 dicembre 1987  |         |
| 20 | Twinstar, il pianeta doppio! 「見せかけ星の攻防戦」 - Misekake Boshi no Kōbōsen                                                               | 18 dicembre 1987  |         |
| 21 | Il segreto di Lord Zarak! 「メガザラックの弱点をあばけ！！」 - MegaZarakku no Jakuten wo Abake!!                                              | 18 dicembre 1987  |         |
| 22 | Leaderbot! L'unione fa la forza! 「友情のヘッドフォーメーション」 - Yūjō no Heddo Fōmēshon                                                    | 18 dicembre 1987  |         |
| 23 | Il mistero del Corsaro spaziale 「宇宙海賊船の謎」 - Uchū Kaizoku Sen no Nazo                                                                 | 25 dicembre 1987  |         |
| 24 | La morte di Convoy 「ウルトラマグナス死す！！」 - Urutora Magunasu Shisu!!                                                                    | 22 gennaio 1988   |         |
| 25 | L'imperatore del male scompare nel ghiaccio 「氷山に消えた破壊大帝」 - Hyōzan ni Kieta Hakai Taitei                                           | 29 gennaio 1988   |         |
| 26 | Il punto debole di Lord Zarak 「地球に賭けるこの命」 - Chikyū ni Kakeru Kono Inochi                                                           | 5 febbraio 1988   |         |
| 27 | I soldati dell'apocalisse, i Targetmaster 「奇跡の戦士ターゲットマスター （前編）」 - Kiseki no Senshi Tāgettomasutā (Zenpen)                 | 12 febbraio 1988  |         |
| 28 | I Targetmasters, i soldati dell'apocalisse (seconda parte) 「奇跡の戦士ターゲットマスター （後編）」 - Kiseki no Senshi Tāgettomasutā (Kōhen) | 19 febbraio 1988  |         |
| 29 | Il Master-Sodo è in pericolo 「危うしマスターソード！！」 - Ayaushi Masutāsōdo!!                                                              | 26 febbraio 1988  |         |
| 30 | Il grande scudo di Lord Zarak 「ザラックシールド攻防戦」 - Zarakku Shīrudo Kōbōsen                                                            | 4 marzo 1988      |         |
| 31 | Il piano disperato di Duobot 「デストロン全滅作戦」 - Desutoron Zenmetsu Sakusen                                                              | 11 marzo 1988     |         |
| 32 | Il mio amico Iperbot! 「わが友シックスショット！」 - Waga Tomo Shikkusushotto!                                                                | 18 marzo 1988     |         |
| 33 | Duello mortale sull'asteroide! 「アステロイドの決闘」 - Asuteroido no Kettō                                                                   | 25 marzo 1988     |         |
| 34 | Nello spazio vicino alla Terra 「最後の地球大決戦 （前編）」 - Saigo no Chikyū Dai Sakusen (Zenpen)                                           | 25 marzo 1988     |         |
| 35 | L'ultima battaglia sulla Terra 「最後の地球大決戦 （後編）」 - Saigo no Chikyū Dai Sakusen (Kōhen)                                            | 28 marzo 1988     |         |
| 36 | 「英雄伝説コンボイVSメガトロン!」 - Eiyū densetsu - Konboi tai Megatoron!!                                                                    | ? (home video)    |         |
| 36 | L'episodio funge da riassunto alle prime due stagioni della serie originale, riprendendo scene tratti da episodi delle suddette.              |                   |         |
| 37 | 「英雄伝説2010ウォーズ」 - Eiyū densetsu - 2010 Wōzu                                                                                          | ? (home video)    |         |
| 37 | L'episodio funge da riassunto alla terza stagione della serie originale, riprendendo scene tratti da episodi della suddetta.                  |                   |         |
| 38 | 「英雄伝説ヘッドオン！マスター戦士」 - Eiyū densetsu - Heddo on! Masutā senshi!                                                               | ? (home video)    |         |
| 38 | L'episodio funge da riassunto di questa serie, riprendendo scene tratti da vari episodi.                                                      |                   |         |